# 마가렛 애보트

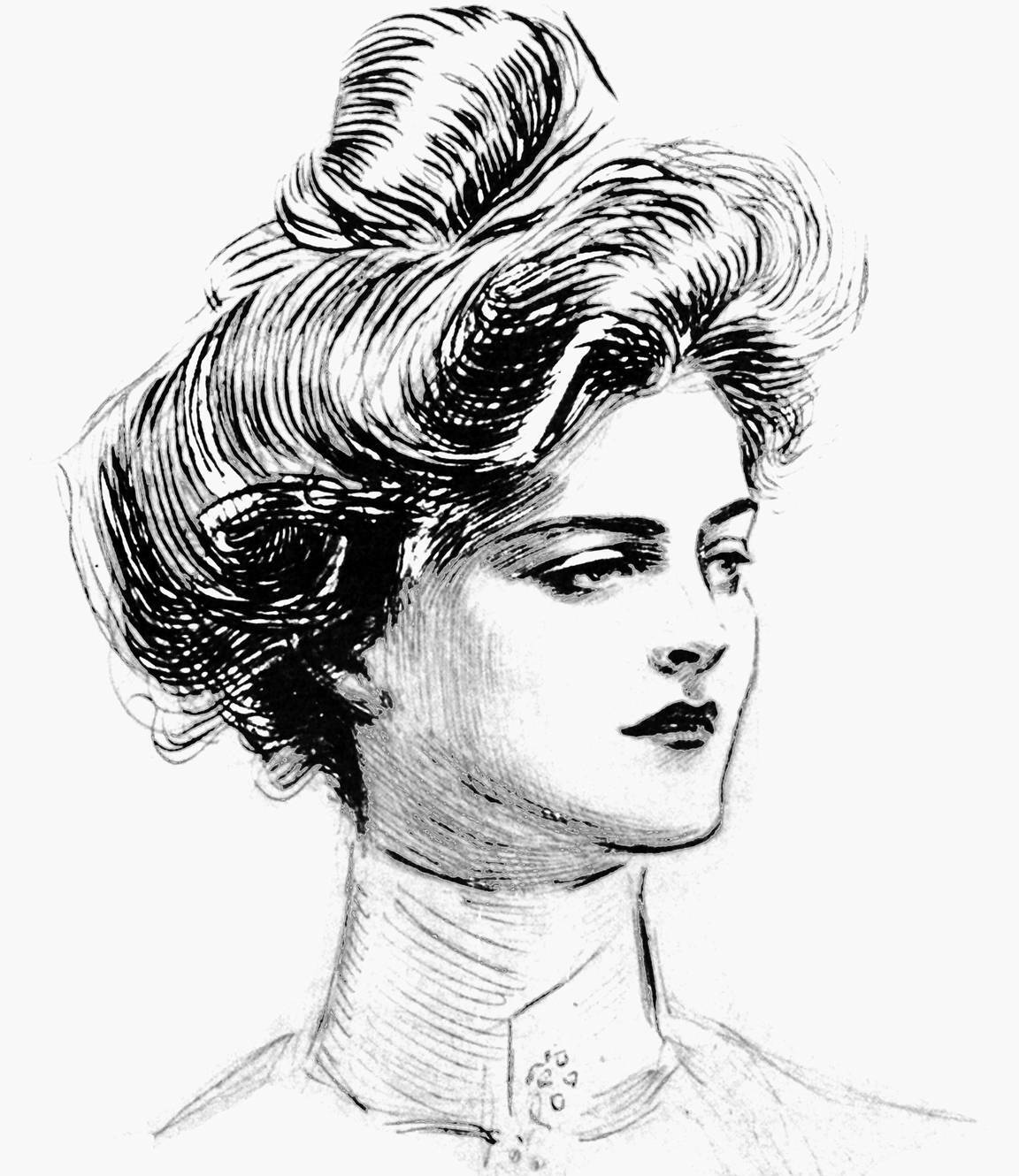

마가렛 애보트(Margaret Abbott, 본명: 마가렛 아이브스 애보트, Margaret Ives Abbott, 1878년 6월 15일 ~ 1955년 6월 10일)는 미국의 아마추어 골퍼였다. 1900년 하계 올림픽 여자 골프 토너먼트에서 우승한 최초의 미국 여성이었다. (하지만 올림픽에서 우승한 최초의 여성인 헬렌 드 푸르탈레스는 미국 태생이지만 스위스 귀족과 결혼했다.)
1878년 영국 라지주 캘커타(현 콜카타)에서 태어난 애보트는 1884년 가족과 함께 시카고로 이주했다. 일리노이주 휘튼에 있는 시카고 골프 클럽에 합류하여 찰스 B. 맥도널드와 H. J. 휘엄으로부터 코칭을 받았다. 1899년에 미술을 공부하기 위해 어머니와 함께 파리로 여행을 떠났다. 이듬해 어머니와 함께 그것이 두 번째 근대 올림픽이라는 사실도 깨닫지 못한 채 여자 골프 대회에 참가했다. 애보트는 47타로 토너먼트에서 우승했다. 어머니는 공동 7위를 차지했다. 애보트는 상품으로 도자기 그릇을 받았다.
1902년 12월에 그녀는 작가 핀리 피터 던(Finley Peter Dunne)과 결혼했다. 그들은 나중에 뉴욕으로 이주하여 4명의 자녀를 두었다. 애보트는 1955년 76세의 나이로 세상을 떠났지만 자신이 올림픽에서 우승했다는 사실도 깨닫지 못했다. 그녀는 플로리다 대학의 교수인 폴라 웰치(Paula Welch)가 그녀의 삶을 조사하기 전까지는 잘 알려지지 않았다. 2018년 뉴욕타임스는 뒤늦게 그녀의 사망 기사를 게재했다.